# Fußball-Bundesliga/Rekorde/Alemannia Aachen
Der Artikel Fußball-Bundesliga/Rekorde/Alemannia Aachen listet die vereinsspezifischen Rekorde von Alemannia Aachen auf, die mit Bezug auf die Zugehörigkeit zur deutschen Fußball-Bundesliga gehalten werden.
Der Verein ist aktuell kein Bundesligist (Stand: Saison 2025/26).
Siehe auch: 

## Vorbemerkung
Es besteht eine Unterteilung zwischen Positiv- und Negativrekorden sowie vereinsinternen Bestmarken. Weitere Rekorde, die dem Verein nicht zuzuordnen sind, werden im Hauptartikel unter „Allgemein“ gelistet. Dort bestehen zudem die Rubriken „Trainerspezifische Rekorde“, „Schiedsrichterspezifische Rekorde“ sowie „Sonstige Rekorde“. Es besteht außerdem die Möglichkeit „In nächster Zeit möglicherweise fallende Bestmarken“ im unteren Bereich der Hauptseite festzuhalten, bzw. die neuen Rekorde an die passenden Stellen einzusortieren. Wenn möglich, wird zu einem Positivrekord auch der Negativrekord als Gegenstück gelistet (und andersrum). Die Liste erhebt keinen Anspruch auf Vollständigkeit.

## Alemannia Aachen
Aktuelle Platzierung in der Ewigen Tabelle der Fußball-Bundesliga: Platz 36 von 58 (Stand: 34. Spieltag 2024/25)

### Vereinsintern
- Rekordspieler: Erwin Hermandung (98 Einsätze)[2]
- Rekordtorhüter: Gerhard Prokop (53 Einsätze)[2]
- Rekordtorschütze: Erwin Hermandung (19 Tore)[3]
- höchster Sieg: 5:1 (Borussia Neunkirchen, am 3. Februar 1968)[4]
- höchste Niederlage: 0:6 (2×, Stand: 13. Spieltag 2024/25)[4]
  - gegen den FC Bayern (am 16. März 1968)
  - gegen 1860 München (am 14. März 1970)